# ADN récréatif
L'expression ADN récréatif fait référence à des tests génétiques commerciaux, auxquels les clients accèdent sans l'intermédiaire de professionnels de  santé. Ces tests peuvent porter sur des informations liées à la généalogie ou à la médecine prédictive. Ils sont interdits dans certains pays, dont la France et au Portugal.

## Généalogie
Des entreprises comme MyHeritage ou 23andMe proposent d'utiliser des tests génétiques pour révéler « les groupes ethniques et les régions géographiques de vos origines », mais mettent aussi en relation les personnes ayant des correspondances ADN et donc de potentiels parents, qui peuvent se contacter sur leur réseau social,,,.
Ces tests ne peuvent pas indiquer avec certitude une origine géographique. La société française de génétique humaine a alerté « des limites scientifiques, voire des dérives associées à des interprétations indues des résultats de ces tests, et des dangers qui peuvent en résulter ».

## Médecine prédictive
À partir de l'ADN de leur client, les entreprises cherchent à repérer les marqueurs génétiques correspondant à une origine ou prédisposant à une maladie, et promettent d’étudier le risque de cancer ou de maladies cardio-vasculaires. Mais ces maladies dépendent de facteurs non génétiques, et le caractère prédictif de l'analyse est faible,.
L’agence américaine chargée de la sécurité des médicaments (FDA) a interdit à l'entreprise 23andMe de commercialiser ses tests médicaux ; celle ci a créé des filiales au Royaume-Uni et au Canada pour poursuivre la commercialisation, et obtenu de la FDA en 2017 l'autorisation d'un test prédisant le risque de développer dix maladies, dont Parkinson et Alzheimer.

## Criminologie
Aux États-Unis, le Golden State Killer a été identifié grâce à l'ADN d'un membre de sa famille enregistré sur le site commercial de recherche généalogique GEDmatch.

## Risques liés à la commercialisation
Les données génétiques étant produites par des entreprises, le risque existe de leur fuite sur internet ou de leur réutilisation à des fins commerciales. Les sociétés MyFitnessPal (en) et MyHeritage ont été piratées. L'entreprise 23andMe a vendu les données de cinq millions de ses clients au laboratoire pharmaceutique GlaxoSmithKline. Le site de cette entreprise avertit: « En cas de violation des données, il est possible qu'elles soient associées à votre identité, ce qui peut être utilisé contre vos intérêts ». En Europe, les données génétiques sont considérées comme personnelles et protégées par le règlement général sur la protection des données.

## Aspects légaux
La pratique est interdite en France, mais autorisée en particulier dans les autres pays de l'Union Européenne et aux États-Unis. Contrairement aux informations relayées par de nombreux médias français, la pratique n'a jamais été interdite en Pologne. En France, acheter un test génétique pour connaître ses origines est théoriquement passible d’une amende de 3 750 €; la publicité pour ces services est aussi interdite.

### Débat en France
Pour certains, les tests ADN à visée généalogique répondent à une quête d’identité légitime, et la connaissance de ses origines est un droit. Pour d'autres, les tests récréatifs remettent en cause l’encadrement législatif de la génétique en France, qui impose une médiation par des professionnels qualifiés. À l'occasion de la révision de la loi bioéthique, Jean-François Delfraissy considère que « rester dans cette position d’interdiction est contre-productif ». Selon Agnès Buzyn, si l’ADN récréatif était autorisé, les Français pourraient découvrir que leur père n’est pas leur père: elle estime que « 15% des Français n'ont pas le père qu'ils imaginent ».

## Documentaires
- Thomas Rosec, « Généalogie, l’arbre de la discorde|Deuxième partie », sur Binge Audio (consulté le 24 décembre 2021)[11]

## Pour approfondir